# Hans Meyboden
Hans Meyboden (* 20. Februar 1901 in Verden (Aller); † 5. März 1965 in Freiburg im Breisgau) war ein deutscher Maler.

## Leben
Hans Meyboden – aufgewachsen in Verden an der Aller – besuchte ein Gymnasium in Bremen. Nach dem Abitur begann er 1919 das Studium an der Kunstakademie in Dresden und war bis 1923 Meisterschüler von Oskar Kokoschka. Im Anschluss an Auslandsaufenthalte arbeitete er seit 1925 als freischaffender Künstler in Berlin-Charlottenburg und studierte von 1929 bis 1933 an der Kunstakademie Berlin. Im Jahr 1933 siedelte Hans Meyboden in das Künstlerdorf Fischerhude um.
In der Zeit des Nationalsozialismus war Meyboden obligatorisch Mitglied der Reichskammer der bildenden Künste. Für diese Zeit ist seine Teilnahme an zehn großen Gruppenausstellungen und einer Einzelausstellung sicher belegt. Seine Arbeiten wurden vom Kultusministerium in Berlin für Museen angekauft, jedoch galten einige ab 1937 als entartete Kunst.
Das Berliner Adressbuch verzeichnete ihn 1943 in der Gervinusstraße 14. Nach dem Verlust seines Ateliers und fast aller Arbeiten durch die Bombenangriffe während des Zweiten Weltkrieges und Heirat 1944 arbeitete er ausschließlich in Fischerhude. 
1956 wurde er an die Karlsruher Akademie der Bildenden Künste Außenstelle Freiburg berufen.

## Mitgliedschaften nach 1945
Hans Meyboden war Mitglied der Akademie der Künste in Berlin und von 1956 bis 1960 Vorstandsmitglied des Deutschen Künstlerbundes.

## Auszeichnung
- 1955: Kunstpreis der Böttcherstraße in Bremen